# 阳明园 (贵阳)
阳明园，位于今中华人民共和国贵州省贵阳市，是一处纪念性园林建筑。阳明园纪念明朝大儒王阳明在贵州得道。

## 王阳明在贵州
王阳明因得罪大宦官刘瑾，被贬为龙场驿丞，龙场今位于贵州省贵阳市龙场镇，该地在明朝时期为中国的西南边缘地区，属蛮夷之地。王阳明在贵州三年，创立发展了心学。尤其在公元1508年，有著名的“龙场悟道”，是中国思想史、哲学史上的重大事件。

## 阳明园简介
为了纪念王阳明在贵州得道，1998年，贵阳市人民政府投资400万于人民币兴建阳明园。1999年，阳明园落成，园林占地13340余平方米。园林内有“龙冈论道”群雕，并有王阳明的全身雕塑。园林的主体建筑是“王阳明纪念馆”，占地共有1000余平方米。“王阳明纪念馆”为博物馆、文献馆性质的纪念馆，馆中展出有《王阳明在贵州》的相关文献和纪念物。